# ستيفن باترسون
ستيفن باترسون (3 أكتوبر 1983 في المملكة المتحدة - ) (بالإنجليزية: Steven Patterson)‏ هو لاعب كريكت بريطاني. لعب مع نادي مقاطعة يوركشاير للكريكت ‏.

## وصلات خارجية
- ستيفن باترسون على موقع إي آس بي آن كريك إنفو (الإنجليزية)